# 김응환
김응환(金應煥, 1742년 ~ 1789년)은 조선의 화가이다. 자는 영수, 호는 복헌, 본관은 개성이다. 화원으로서 상의별제를 지냈다. 1788년, 정조의 명으로 금강산을 구경한 후 그림을 그리고 돌아왔다. 이듬해, 어명을 받고 지도를 만들 목적으로 몰래 일본에 건너가려 하다가 부산에서 병사하였다. 이때 김홍도가 어린 나이로 수행하였는데, 장사를 치른 후 혼자 쓰시마섬에 가서 지도를 그려 왕에게 바쳤다. 작품으로 <칠보대>가 있다.

## 같이 보기
- 한국화
- 한국의 화가 목록
- 한국의 미술